# Carga tributária
Carga tributária ou carga fiscal é a relação entre o total dos tributos arrecadados pelo governo de um país e o produto interno bruto (PIB), que é a quantidade de riqueza produzida no país. 
No Brasil,  a carga tributária corresponde à razão entre o total dos tributos arrecadados pelas três esferas de governo (União, estados e municípios), bem como pelas entidades do Sistema S (SESI, SENAI, SEBRAE, SENAC, etc.) e pelo Fundo de Garantia por Tempo de Serviço (FGTS) e o PIB. Em 2015, a carga tributária bruta no Brasil foi estimada em aproximadamente 33% do PIB.
Para calcular a carga tributária bruta, considera-se o total da arrecadação de tributos. Já no cálculo da carga tributária líquida,  considera-se o que o Estado arrecada menos o que retorna aos cidadãos por meio das transferências de renda (basicamente, o pagamento de benefícios previdenciários e assistências sociais, como rede de saneamento).

## Tributação e capacidade do Estado
A tributação foi uma tarefa fundamental em qualquer país, pois aumenta a capacidade e a responsabilidade do Estado. Charles Tilly identifica a tributação como uma forma de extração que permite que o Estado execute suas funções principais: políticas públicas (educação, infraestrutura, saúde), criação e proteção do Estado. A tributação tornou-se indispensável na Europa Ocidental, quando os países precisavam financiar guerras para sobreviver. Esse modelo europeu foi posteriormente exportado para todo o mundo. Atualmente, o nível de tributação é usado como um indicador da capacidade do Estado. Os países desenvolvidos arrecadam mais impostos e, portanto, são capazes de oferecer melhores serviços. Ao mesmo tempo, a alta tributação os obriga a prestar contas aos cidadãos, o que fortalece a democracia.
A receita tributária do imposto de renda de pessoa física é uma porcentagem maior da receita tributária nos países desenvolvidos do que nos países em desenvolvimento.(p55) As receitas tributárias nos países em desenvolvimento dependem mais dos impostos sobre bens e serviços do que as receitas tributárias nos países desenvolvidos.(p59)

## Mudanças no nível de tributação
O efeito de uma mudança no nível de tributação sobre a receita tributária total depende do bem que está sendo investigado e, em particular, de sua elasticidade de preço da demanda. Quando os bens têm uma baixa elasticidade de demanda (são inelásticos em relação ao preço), um aumento no imposto ou na taxa levará a uma pequena redução na demanda - não o suficiente para compensar o imposto mais alto arrecadado de cada unidade. Portanto, a receita tributária geral aumentará. Por outro lado, no caso de produtos elásticos em relação ao preço, um aumento na alíquota do imposto ou do tributo levaria a uma queda na receita tributária.

### Curva de Laffer
A curva de Laffer teoriza que, mesmo para bens inelásticos em termos de preço (como itens necessários que causam dependência), haverá um ponto de maximização da receita tributária, além do qual a receita tributária total cairá à medida que os impostos aumentarem. Isso pode ser devido a:
- Um limite de custo sobre o que realmente pode ser pago
- A existência de substitutos caros (que se tornam menos caros)
- Um aumento na evasão fiscal (por exemplo, por meio do mercado negro)
- O encolhimento dos negócios causado pelo aumento dos impostos

A curva de Laffer, no entanto, não é universalmente aceita; Paul Krugman se referiu a ela como "economia lixo".

## Administração da receita

### Setor público
Um fator limitante para determinar o orçamento do governo é a capacidade de tributar. A renda per capita (PCI) é a medida mais usada da capacidade fiscal relativa, mas essa medida não baseia o cálculo da capacidade fiscal em outras bases tributárias importantes, como o imposto sobre vendas e propriedades e o imposto de renda corporativo. Um sistema tributário representativo deve avaliar o nível de renda pessoal, o valor das vendas no varejo e o valor da propriedade para calcular a capacidade fiscal. Para isso, a taxa média de imposto para cada base é calculada dividindo-se a receita total derivada pelo valor total da base. Assim, por exemplo, os impostos de renda coletados seriam divididos pela renda total para produzir uma taxa de tributação.
As médias de cada base tributária podem ser usadas em comparação com outros estados ou comunidades, ou seja, a média de outros estados ou comunidades, para determinar se um governo se compara favoravelmente ou não em nível regional ou nacional. A posição de um estado ou comunidade nessas várias bases pode afetar sua capacidade de atrair novos setores. As taxas resultantes, altas ou baixas em comparação, podem se tornar alvos de mudanças. A missão da administração da receita é proporcionar uma gestão prudente e inovadora da receita, dos investimentos e dos riscos e regular o uso do capital do governo.
Há quatro responsabilidades principais para o administrador da receita:
- Administrar e investir ativos financeiros de forma prudente
- Administrar programas de impostos e receitas de forma justa e eficiente
- Administrar o risco associado à perda de ativos públicos
- Regular os gastos de capital

Novos empreendimentos imobiliários podem não apenas aumentar a base econômica de um estado ou comunidade, mas também expandir a base tributária. No entanto, nem sempre os novos empreendimentos, especialmente se não forem planejados adequadamente, podem, em conjunto, ter um impacto negativo sobre a base tributária. O desenvolvimento econômico tradicionalmente se concentra em aspectos como geração de empregos, fornecimento de moradias acessíveis e criação de centros de varejo. A expansão da base tributária concentra-se principalmente na manutenção e no aumento dos valores imobiliários no município. Os municípios tendem a buscar o desenvolvimento econômico com fervor religioso e, muitas vezes, não pensam estrategicamente sobre os impactos imobiliários gerais de suas iniciativas de desenvolvimento econômico. No entanto, a base tributária existente em quase todos os municípios dos Estados Unidos é uma importante fonte de receita para financiar as despesas municipais e escolares.
Para as autoridades do setor público, é importante reconhecer o potencial de conflito entre essas duas áreas distintas, porém sobrepostas, da política pública e estabelecer procedimentos para alcançar o equilíbrio adequado nesse sentido. Para os investidores imobiliários, é importante reconhecer quando a política pública não está totalmente ciente do impacto de suas ações no mercado imobiliário, devido ao potencial impacto negativo sobre os valores das propriedades.
Em resumo, o conceito de gerenciamento da base tributária é, na verdade, um conceito de gerenciamento de ativos e é particularmente importante nos estados dos Estados Unidos, onde os municípios obtêm grande parte de sua receita de suas avaliações imobiliárias. As autoridades municipais de Concord, Nova Hampshire, descobriram que um aumento geral de 5% no valor avaliado da propriedade existente teria o mesmo impacto sobre a alíquota de impostos que a adição de 190.000 m2 de novas propriedades industriais ou 93.000 m2 de novos empreendimentos de escritórios e pesquisa e desenvolvimento, ambos com probabilidade de levar quinze anos ou mais para serem realizados.

Além de ser responsável por administrar a base tributária, a comunidade também deve ser responsável por ajudar a garantir a prosperidade econômica de seus cidadãos. Essas duas metas podem entrar em conflito, a menos que seja adotada uma visão de longo prazo em relação às ações de políticas públicas e que o impacto de ações, programas e prioridades de desenvolvimento alternativos não seja cuidadosamente avaliado. Uma boa gestão da base tributária pode levar a um desenvolvimento econômico ainda melhor, pois os investidores e as empresas desejarão estar em uma comunidade. Em vez de oferecer incentivos para atrair negócios, eles podem estar dispostos a pagar para vir para uma comunidade porque ela é um bom lugar para viver, trabalhar, fazer compras e se divertir.